# Графеєва Лідія Дмитрівна
Лідія Дмитрівна Графеєва (нар. 14 грудня 1985 року в Новолукомлі, Білоруська РСР, СРСР) — білоруська паралімпійська лижниця та біатлоністка, двічі бронзова призерка зимових Паралімпійських ігор 2018 року з біатлону. Виступає в класі LW12. 

## Походження та навчання
Уродженка білоруського міста Новолукомль. Мати — Людмила Сергіївна Графеєва, батько — Дмитро Графеєв, робітник Новолукомльського заводу керамзитового гравію. У родині ще є молодша сестра Майя. В дитинстві відвідувала різноманітні спортивні секції, але більше цікавилася технікою. Після школи вступила до коледжу зв'язку у Вітебську, планувала продовжити навчання в Білоруському державному університеті інформатики і радіоелектроніки. Працювала касиркою в торговому центрі «Корона» у місті Вітебськ.

## Травма
Увечері 1 квітня 2012 року Ліда була в Вітебську, куди приїхала погостювати до матері. Після повернення з нічного клубу Ліда попросила двох знайомих підвезти її до будинку. Автомобіль, в якому знаходилися два хлопці та Ліда, через сильну ожеледь врізався в дерево, і удар припав на задню частину машини, де сиділа Ліда: дівчину викинуло на тротуар. Лідію госпіталізували в розташовану неподалік лікарню: достатня кількість крові потрібної групи врятувала її життя, але Лідії довелося ампутувати обидві ноги. Незабаром з'ясувалося, що водій, який не впорався з керуванням, був п'яний у ніч ДТП.

## Початок тренувань
Через тиждень після аварії Лідію відвезли у Мінськ, де вона почала проходити реабілітацію в Білоруському протезно-ортапедичному відновлювальному центрі. Тоді ж вона познайомилася з паралімпійськими спортсменами Дмитром Лобанем, Євгеном Лук'яненко та Валентиною Шіц, які спонукали її до виступів у паралімпійських дисциплінах. Тренер з лижних гонок та біатлону Юрій Буранов запропонував Лідії спробувати себе у професійних змаганнях, і через два місяці вона приїхала на турнір у Фінляндії, де, виступаючи з сильною застудою, зайняла 14-те місце. Подальші поїздки на збори до Естонії та Італії фінансували земляки Лідії, в тому числі і колеги батька по роботі.

## Виступи на Параолімпіадах
Лідія успішно пройшла відбір на Паралімпіаду в Сочі 2014 року: на змаганнях з біатлону на дистанції 6 км посіла 9-е місце. Після Олімпійських ігор у Сочі вона завоювала першу медаль у професійних змаганнях, а потім на чемпіонаті світу в Німеччині зібрала повний комплект нагород.
Ігри в Пхьончхані у лютому 2018 року принесли Лідії бронзову медаль у біатлоні на дистанції 6 км та на дистанції 12,5 км.

## Перспективи
Після Параолімпіади Лідія заявила, що розглядає можливість виступу на літній Паралімпіаді в Токіо у змаганнях із стрільби.

## Родина
Прізвище у першому шлюбі — Кожем'яченко. У даний час одружена з білоруським паралімпійським лижником і біатлоністом Дмитром Лобанем, який виступав на Паралімпіадах у Ванкувері, Сочі і Пхьончхані. Завдяки підтримці Дмитра Лідія зайнялася лижним спортом. Вони разом виступили на Паралімпіаді в Пхьончхані.